# Куликово (Белозерский район)
Куликово — деревня в Белозерском районе Курганской области. Входит в состав Белозерский сельсовет.

## История
До 1917 года входила в состав Белозерской волости Курганского уезда Тобольской губернии. По данным на 1926 год деревня Куликова состояла из 240 хозяйств. В административном отношении являлась центром Куликовского сельсовета Белозерского района Курганского округа Уральской области.

## Население
| 1782 | 1868 | 1912 | 1926  | 1989 | 2002 | 2010 |
| ---- | ---- | ---- | ----- | ---- | ---- | ---- |
| 264  | ↗613 | ↗843 | ↗1056 | ↘500 | ↘366 | ↘275 |

По данным переписи 1926 года в деревне проживало 1056 человек (505 мужчин и 551 женщина), в том числе: русские составляли 100 % населения.